# جو بيك
جو بيك (بالإنجليزية: Joe Beck)‏ هو عازف جاز أمريكي، ولد في 29 يوليو 1945 في فيلادلفيا في الولايات المتحدة، وتوفي في 22 يوليو 2008 في دانبري في الولايات المتحدة بسبب سرطان الرئة.

## وصلات خارجية
- جو بيك على موقع IMDb (الإنجليزية)
- جو بيك على موقع ميوزك برينز (الإنجليزية)
- جو بيك على موقع أول ميوزيك (الإنجليزية)
- جو بيك على موقع ديسكوغز (الإنجليزية)